# Voormezeele Enclosures No.1 and No.2
Voormezeele Enclosures No.1 and No.2 is een Britse militaire begraafplaats met gesneuvelden uit de Eerste Wereldoorlog, gelegen in het Belgische dorp Voormezele. De begraafplaats is ontworpen door Edwin Lutyens en ligt aan de noordwestelijke rand van de dorpskern. Het grondplan bestaat uit twee rechthoekige delen met een totale oppervlakte van ongeveer 2.650 m² en is omgeven door een bakstenen muur. De Stone of Remembrance bevindt zich vooraan in het midden van plot II en wordt geflankeerd door twee vierkante schuilhuisjes. Het Cross of Sacrifice staat achteraan in de zuidelijke hoek van plot I. De begraafplaats wordt onderhouden door de Commonwealth War Graves Commission.
Er worden 599 doden herdacht, waarvan 40 niet meer geïdentificeerd konden worden.  
Iets noordelijker aan de overkant van de straat ligt de begraafplaats Voormezeele Enclosure No.3.  

## Geschiedenis

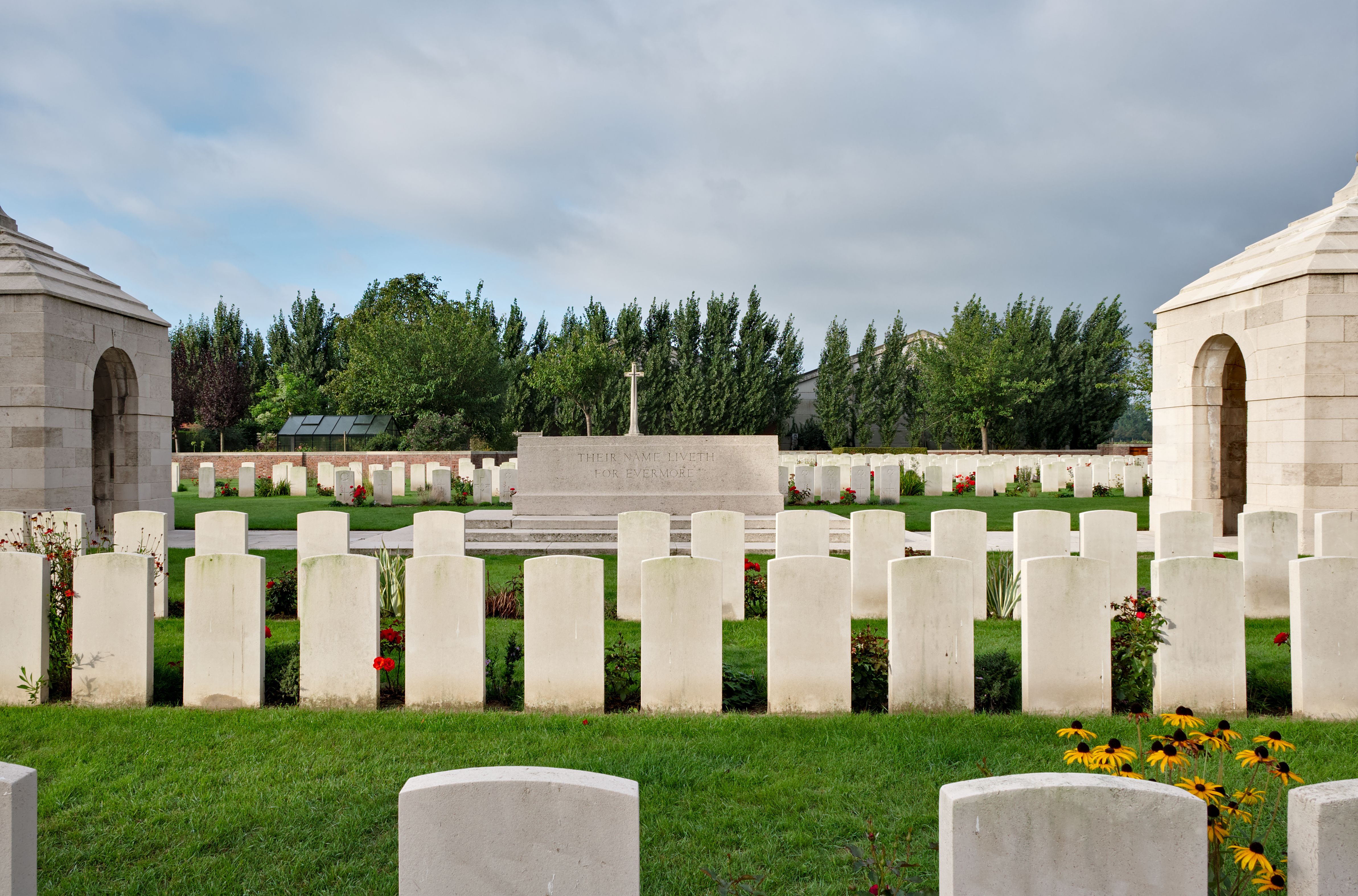
Enclosures 1 and 2

Voormezele lag tijdens de Eerste Wereldoorlog vlak bij de frontlijn van de Ieperboog, in geallieerd gebied. Het dorp raakte bijna volledig verwoest. In het dorp werden oorspronkelijke vier begraafplaatsen, zogenaamde "enclosures", aangelegd. De aanleg van Enclosure No.1 begon in maart 1915 en dit deel werd tot eind 1918 gebruikt. Dit is nu plot I in het achterste deel van de begraafplaats. Ook Enclosure No.2 aan straatzijde werd in maart 1915 begonnen en bleef in gebruik tot 1917. Enclosure No.4 dat iets zuidelijker lag was al in december 1914 gestart door Franse zoeaven en in de loop van 1915 verder door de Britten gebruikt. 
In het voorjaar van 1918 rukten de Duitsers tijdens hun lenteoffensief op tot Voormezele. Ook zij voegden enkele graven toe aan Enclosure No.1. In het najaar werd het gebied heroverd. De slachtoffers die dan tijdens het geallieerde eindoffensief gesneuveld waren werden dan ook hier begraven. Na de wapenstilstand werd Enclosure No.4, waar 42 Britten, 33 Fransen en 2 Duitsers lagen, ontruimd en de graven werden in de andere "enclosures" verzameld. De 33 Franse graven werden naar elders overgebracht. Enclosure No.1 en No.2 worden sindsdien samen als één enkele begraafplaats behandeld. 
Er rusten nu 520 Britten, 54 Canadezen, 17 Australiërs, 2 Nieuw-Zeelanders en 6 Duitsers. Voor 19 slachtoffers werden Special Memorials opgericht omdat hun graven niet meer gelokaliseerd konden worden. Voor 2 andere werden eveneens Special Memorials opgericht omdat zij oorspronkelijk in Enclosure No.4 lagen maar eveneens niet meer teruggevonden werden omdat hun graven door oorlogsgeweld vernietigd waren. 
De begraafplaats werd in 2009 beschermd als monument.

## Graven

### Onderscheiden militairen
- de kapiteins Philip Umfreville Laws, Elliot Krolik, John Stanley Beck, luitenant Joseph Patrick Coghlan en de onderluitenants Vernon Page en Ian Victor Douglas werden onderscheiden met het Military Cross (MC).
- D.E. Dollery, sergeant bij het Hampshire Regiment werd onderscheiden met de Distinguished Conduct Medal en de Military Medal (DCM, MM).
- sergeant Alfred Edward Finch, de korporaals Algernon Roland Lane en J. Wright en de soldaten H. Brooker, A. Fairweather en W.A. Newman ontvingen de Military Medal (MM).

### Minderjarige militairen
- schutter Donald Ernest J. Churchyard en de soldaten John Dalton en Alexander Szize waren 17 jaar toen ze sneuvelden.

### Aliassen
- korporaal T. Ryan diende onder het aliasT. Wilson bij het Royal Irish Regiment.
- kanonnier Frank Dyson diende onder het alias F. Brook bij de Royal Garrison Artillery.
- soldaat F. Fritzjarlds diende onder het alias F. Storring bij de Canadian Infantry.